# Alessandro Orsini

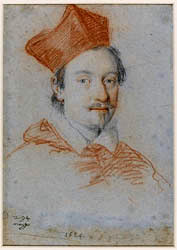
Alessandro Kardinal Orsini (Zeichnung / Porträt, circa 1620)

Alessandro Orsini (* 1592 in Bracciano bei Rom; † 22. August 1626 ebenda) war ein italienischer Kardinal der Römischen Kirche.

## Leben
Alessandro stammte aus der Adelsfamilie der Orsini, aus der drei Päpste und eine Reihe von Kardinälen stammten, und gehörte deren in Bracciano ansässigen Zweig an. Er war das jüngste von elf Kindern des Herzogs von Bracciano Virginio Orsini und dessen Ehefrau Flavia Damasceni-Peretti, einer Großnichte von Papst Sixtus V. Alessandro Orsini war ein Cousin von Kardinal Federico Sforza.
Er wurde am Hofe des Großherzogs der Toskana Ferdinand I., seines Großonkels, erzogen und studierte an den Universitäten von Siena und von Pisa.
Papst Paul V. kreierte ihn im Konsistorium vom 2. Dezember 1615 zum Kardinaldiakon. Die Titeldiakonie Santa Maria in Cosmedin verlieh der Papst ihm am 11. Januar 1616. Orsini nahm am Konklave 1621 teil, das Papst Gregor XV. wählte. Am 17. Mai 1621 wurde er zum Legaten in der Romagna ernannt. Am Konklave 1623, aus dem Urban VIII. als Papst hervorging, konnte Kardinal Orsini nicht teilnehmen, da er zu jener Zeit durch Deutschland reiste. Urban VIII. verweigerte dem asketisch lebenden Orsini die Zustimmung, das Kardinalsamt niederzulegen und den Jesuiten beizutreten. Alessandro Orsini war ein Förderer von Galileo Galilei.
Kardinal Orsini starb in Bracciano und wurde in der römischen Kirche Santissimo Nome di Gesù neben dem Grab des Jesuiten Kardinal Roberto Bellarmino beigesetzt.